# Dieter Rückle
Dieter Rückle (* 16. August 1941 in Wien) ist ein österreichischer Wirtschaftswissenschaftler und emeritierter Hochschullehrer.

## Leben
Rückle legte 1959 das Abitur ab und studierte anschließend bis 1963 Handelswissenschaften an der Hochschule für Welthandel Wien. Er schloss als Diplom-Kaufmann ab, wurde 1968 promoviert und war am Institut für Treuhandwesen der Hochschule für Welthandel tätig. 1971 wurde er Assistent an der Universität Wien und hatte daneben Lehraufträge inne. 1987 habilitierte er sich in Betriebswirtschaft an der Universität Wien. 1979 übernahm er die Vertretung einer ordentlichen Professor an der Westfälischen Wilhelms-Universität in Münster, von 1980 bis 1985 war er ordentlicher Professor an der Universität Münster. 1985 wurde er als ordentlicher Professor für Betriebswirtschaftslehre an die Universität Wien berufen; 1990 schloss sich eine C4-Professur für Betriebswirtschaftslehre mit Schwerpunkten Wirtschaftsprüfung und Rechnungswesen an der Universität Trier an, die er bis 2006 innehatte.
Verdienstvoll waren unter anderem seine Arbeiten zur Prüfung von Prognosen sowie zur Rechnungslegung der Versicherungswirtschaft. Mehrfach verfasste er Gutachten im Auftrag des Bundesverfassungsgerichts.
Dieter Rückle wurde im Jahr 2005 für seine Forschungsleistungen in der Weiterentwicklung des externen Rechnungswesens und der Prüfung mit dem Dr. Kausch-Preis ausgezeichnet.
Im Jahr 2008 wurde ihm die Ehrendoktorwürde durch die Johannes-Kepler-Universität Linz verliehen.